# Korákou
Korákou är en ort i Cypern.   Den ligger i distriktet Eparchía Lefkosías, i den centrala delen av landet, 50 km väster om huvudstaden Nicosia. Korákou ligger 417 meter över havet och antalet invånare är 521. Den ligger på ön Cypern.
Terrängen runt Korákou är huvudsakligen kuperad, men söderut är den bergig.Trakten runt Korákou är ganska tätbefolkad, med 58 invånare per kvadratkilometer. Närmaste större samhälle är Léfka, 8,6 km norr om Korákou. 